# Michelina
Michelina - Scena milanese del 1836 è il primo e unico romanzo di Temistocle Solera, il librettista a lungo amico e collaboratore di Giuseppe Verdi. Scritto nel 1842, è ambientato a Milano sei anni prima, durante l'epidemia di colera che sconvolse il nord Italia. La stesura del romanzo avvenne sulla scia del più grande successo di Solera, il libretto per Nabucco, opera che andò in scena per la prima volta nello stesso 1842.

## Trama
Michelina, giovane ragazza cacciata di casa dalla perfida madre Camilla e ospitata dall'amata zia Teresa, è innamorata di Vico, ricambiata. La madre aveva prospettato un diverso futuro per la figlia, la quale tuttavia preferisce allontanarsi da casa piuttosto che obbedire alle rigide regole che le erano state imposte. Il ricongiungimento con Vico, non solo osteggiato da Camilla, ma anche intorbidito dai sotterfugi di Antonio e del Conte, e non agevolato dall'indifferente padre di Michelina, Francesco, avrà esiti imprevedibili.

## Edizioni
- Temistocle Solera, Michelina, Milano, Borloni&Scotti, 1842.
- Temistocle Solera, Michelina, Roma, NeoClassica, 2016, ISBN 978-88-9374-004-3.